# بهیار (فیلم)
بهیار (انگلیسی: Paramedics) فیلمی است که در سال ۱۹۸۸ منتشر شد. از بازیگران آن می‌توان به جورج نیوبرن و کریستوفر مک‌دونالد اشاره کرد.